# Single numer jeden w roku 2021 (Węgry)
2021 – dwudziesty trzeci rok, w którym było prowadzone zestawienie najlepiej sprzedających się singli na Węgrzech.

## Historia notowania
| Data publikacji | Utwór                      | Wykonawca               | Źródło |
| --------------- | -------------------------- | ----------------------- | ------ |
| 1 stycznia      | „The Business”             | Tiësto                  | [ 2 ]  |
| 8 stycznia      | „The Business”             | Tiësto                  | [ 3 ]  |
| 15 stycznia     | „The Business”             | Tiësto                  | [ 4 ]  |
| 22 stycznia     | „The Business”             | Tiësto                  | [ 5 ]  |
| 29 stycznia     | „Jerusalema”               | Master KG feat. Nomcebo | [ 6 ]  |
| 5 lutego        | „Jerusalema”               | Master KG feat. Nomcebo | [ 7 ]  |
| 12 lutego       | „Jerusalema”               | Master KG feat. Nomcebo | [ 8 ]  |
| 19 lutego       | „Jerusalema”               | Master KG feat. Nomcebo | [ 9 ]  |
| 26 lutego       | „Jerusalema”               | Master KG feat. Nomcebo | [ 10 ] |
| 5 marca         | „The Business”             | Tiësto                  | [ 11 ] |
| 12 marca        | „Dynamite”                 | BTS                     | [ 12 ] |
| 19 marca        | „Jerusalema”               | Master KG feat. Nomcebo | [ 13 ] |
| 26 marca        | „Astronaut in the Ocean”   | Masked Wolf             | [ 14 ] |
| 2 kwietnia      | „Fel a szívekkel”          | Ákos                    | [ 15 ] |
| 9 kwietnia      | „Fel a szívekkel”          | Ákos                    | [ 16 ] |
| 16 kwietnia     | „Fel a szívekkel”          | Ákos                    | [ 17 ] |
| 23 kwietnia     | „Fel a szívekkel”          | Ákos                    | [ 18 ] |
| 30 kwietnia     | „Fel a szívekkel”          | Ákos                    | [ 19 ] |
| 7 maja          | „Fel a szívekkel”          | Ákos                    | [ 20 ] |
| 14 maja         | „Fel a szívekkel”          | Ákos                    | [ 21 ] |
| 21 maja         | „Fel a szívekkel”          | Ákos                    | [ 22 ] |
| 28 maja         | „Fel a szívekkel”          | Ákos                    | [ 23 ] |
| 4 czerwca       | „Fel a szívekkel”          | Ákos                    | [ 24 ] |
| 11 czerwca      | „Fel a szívekkel”          | Ákos                    | [ 25 ] |
| 18 czerwca      | „Fel a szívekkel”          | Ákos                    | [ 26 ] |
| 25 czerwca      | „Fel a szívekkel”          | Ákos                    | [ 27 ] |
| 2 lipca         | „Fel a szívekkel”          | Ákos                    | [ 28 ] |
| 9 lipca         | „Butter”                   | BTS                     | [ 29 ] |
| 16 lipca        | „Butter”                   | BTS                     | [ 30 ] |
| 23 lipca        | „Butter”                   | BTS                     | [ 31 ] |
| 30 lipca        | „Butter”                   | BTS                     | [ 32 ] |
| 6 sierpnia      | „Fel a szívekkel”          | Ákos                    | [ 33 ] |
| 13 sierpnia     | „Bad Habits”               | Ed Sheeran              | [ 34 ] |
| 20 sierpnia     | „Bad Habits”               | Ed Sheeran              | [ 35 ] |
| 27 sierpnia     | „Bad Habits”               | Ed Sheeran              | [ 36 ] |
| 3 września      | „Rampampam”                | Minelli                 | [ 37 ] |
| 10 września     | „Rampampam”                | Minelli                 | [ 38 ] |
| 17 września     | „Rampampam”                | Minelli                 | [ 39 ] |
| 24 września     | „My Universe”              | Coldplay x BTS          | [ 40 ] |
| 1 października  | „Butter”                   | BTS                     | [ 41 ] |
| 8 października  | „Butter”                   | BTS                     | [ 42 ] |
| 15 października | „Butter”                   | BTS                     | [ 43 ] |
| 22 października | „Butter”                   | BTS                     | [ 44 ] |
| 29 października | „Butter”                   | BTS                     | [ 45 ] |
| 5 listopada     | „Butter”                   | BTS                     | [ 46 ] |
| 12 listopada    | „Do It to It”              | Acraze feat. Cherish    | [ 47 ] |
| 19 listopada    | „Do It to It”              | Acraze feat. Cherish    | [ 48 ] |
| 26 listopada    | „Butter”                   | BTS                     | [ 49 ] |
| 3 grudnia       | „Butter”                   | BTS                     | [ 50 ] |
| 10 grudnia      | „Testamentum - Búcsúztató” | Omega                   | [ 51 ] |
| 17 grudnia      | „Hcoin to the Moon”        | Miles Guo               | [ 52 ] |
| 24 grudnia      | „Christmas Tree”           | V                       | [ 53 ] |